# Енріке Гойрі
Енріке Гойрі (ісп. Enrique Goiri), — баскський футболіст, зачинатель клубу «Атлетик» з Більбао. Був захисником на полі та скарбником у клубі.
Один з перших футболістів новоствореної баскської команди. Був в числі 33 сосіос (співзасновників) футбольного клубу, в 1901 році, на перших історичних зборах в кафе «García de la Gran Vía» був обраний президентом клубу. Був обраний скарбником клубу в проміжку з 1902 по 1903 роки.
Двічі здобував тогочасний головний трофей іспанського футболу — Кубок Короля (Кубок дель Рей). В 1903 році Енрікі Гойрі став зачинателем команди-філії в Мадриді, де він згадується як скарбник клубу «Атлетік Більбао». Окрім кубкових турнірів брав участь в товариських матчах, як в якості гравця, так і їхнього першого офіційного рефері (чи то через гучний голос, чи то за вік і досвід серед усієї молоді).
На початку ХХ-го століття чимало успішних басків виявляли себе у різних сферах одночасно. Дехто добивався успіхів у різних видах спорту, хтось добивався успіху в бізнесі та спорті, а дехто й в політиці. Енріке Гойрі судилося прославитися в іншому — своїм зичним голосом, він добився слави відомого баскського тенора та імпресаріо. В 1009 році Більбао заполонили афіші із новою виставою-містерією, в якій Енріке Гойрі дивував слухачів своїм експресивним тенором.

## Титули
- Володар Кубка Іспанії (3): 1902, 1903, 1904